# Mad Mission 4 : Rien ne sert de mourir
Série
Mad Mission 3: Our Man from Bond Street
(1984) Mad Mission 5
(1989)
Pour plus de détails, voir Fiche technique et Distribution.
Mad Mission 4 : Rien ne sert de mourir (最佳拍檔之千里救差婆, Zui jia pai dang 4: Qian li jiu chai po) est un film hongkongais et néo-zélandais réalisé par Ringo Lam, sorti en 1986.

## Synopsis
Sam est à la poursuite de gangsters ayant enlevé un savant fou, découvreur d'un cristal donnant une force surhumaine.

## Fiche technique
- Titre : Rien ne sert de mourir
- Titre américain : Mad Mission IV
- Titre original : 最佳拍檔之千里救差婆 (Zui jia pai dang 4: Qian li jiu chai po)
- Réalisation : Ringo Lam
- Scénario : Karl Maka
- Production :
- Société de production : Cinema City Film Productions
- Musique : Tony A.
- Photographie :
- Montage : Sander Lee
- Décors :
- Pays de production:  Hong Kong et  Nouvelle-Zélande
- Genre : Action, comédie
- Durée : 86 minutes
- Lieux de tournage : Hong Kong / Auckland, New Plymouth, Queenstown et Wellington (Nouvelle-Zélande)
- Format : couleurs - Son : mono - 2.35:1
- Budget :
- Date de sortie : 
  - France : 14 janvier 1987

## Distribution
- Sam Hui : King Kong
- Karl Maka : Albert Au
- Sylvia Chang : Nancy Ho
- Roy Chiao : le professeur
- Tat-wah Cho : Hua
- Ronald Lacey : Chef des "Villains"
- Kwan Tak-hing : caméo